# Bejtyl-Evel-Moschee

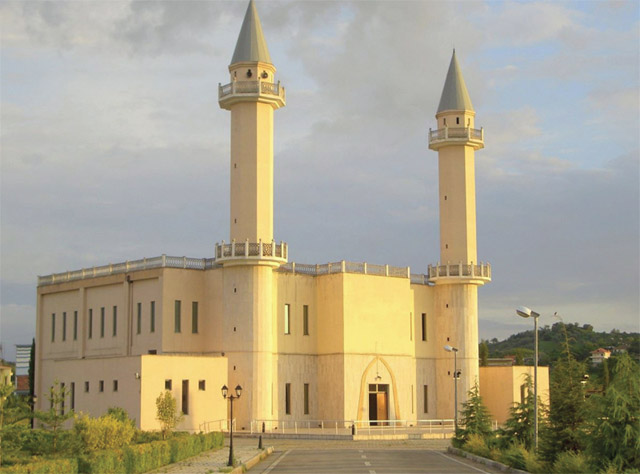
Bejtyl-Evel-Moschee

Die Bejtyl-Evel-Moschee oder Bejtul-Evel-Moschee (albanisch Xhamia e Bejtyl Evel) ist eine Moschee nahe der albanischen Hauptstadt Tirana. Sie liegt an der westlichen Einfallsstraße von Durrës im Vorort Kashar, heute Teil der Gemeinde Tirana.
Die 1995 erbaute Moschee zählt zu den größten des Landes. Die Moscheegemeinde ist der moslemischen Sondergemeinschaft der Ahmadijja (albanisch Ahmedijati) zugehörig.
Das Gebetshaus hat eine Kapazität von 2500 Besuchern. Bis zur Eröffnung der Namazgjah-Moschee im Jahr 2024 mit fast doppelt so viel Platz war die Bejtyl Evel die größte Moschee Albaniens.